# FC Sulori Vani
El FC Sulori Vani es un equipo de fútbol de Georgia que juega en la Pirveli Liga, la segunda división de fútbol en el país.

## Historia
Fue fundado en el año 1969 en la ciudad de Vani y durante el periodo de la República Socialista Soviética de Georgia, el club ganó el título de liga en una ocasión en el año 1969 y cuatro subcampeonatos, así como dos títulos de copa de Georgia.
Tras la caída de la Unión Soviética y la independencia de Georgia, el club ha pasado entre la segunda y la tercera categoría de fútbol en el país, donde han participado en la Umaglesi Liga en una temporada en 1991.

## Palmarés

### RSS Georgia
- Georgian Soviet Championship: 1

1969
- Georgian Soviet Cup: 2

1980, 1981

### GeorgiaGeorgia
- Pirveli Liga: 1

1990
- Meore Liga - Oeste: 1

2016